# Saint-Benoît-du-Sault
Saint-Benoît-du-Sault è un comune francese di 607 abitanti situato nel dipartimento dell'Indre nella regione del Centro-Valle della Loira.

## Società

### Evoluzione demografica
Abitanti censiti